# Успенский, Виктор Иванович
Виктор Иванович Успенский (1920, село Тихманьга, Каргопольский район, Архангельская губерния — ?) — советский футболист.
В футбол начал играть после окончания войны. Начинал карьеру в таллинской команде балтийского флота. Затем играл в ВМС, выступавший во второй группе. Два сезона провёл в ивановском «Красном Знамени», после чего перешёл в горьковское «Торпедо», где играл на протяжении нескольких лет и считался лидером команды. В 1951 году за «торпедовцев» в классе «А» провел 18 матчей. В 1953 году завершил карьеру.